# Merit

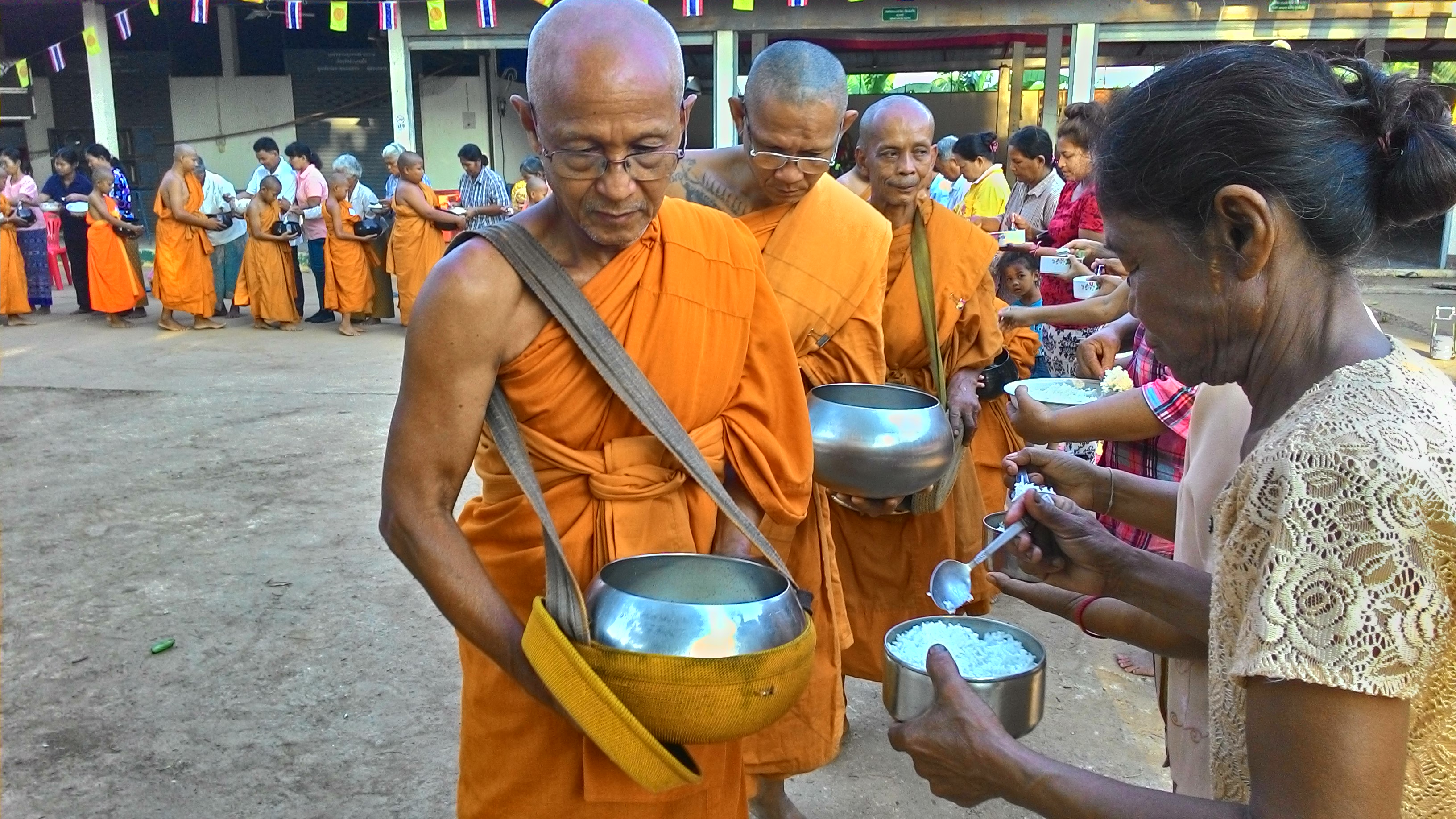
Att skänka mat till munkar är ett vanligt sätt att samla på sig meriter. Fotografi från Nakhon Ratchasima, Thailand 2015

Merit (puñña) är en term inom buddhismen som syftar till det som ansamlas när en medveten varelse exempelvis gör en god gärning. En medveten varelses meriter kan riktas mot särskilda mål, såsom att få ett mer behagligt nästa liv eller att återfödas då buddhan Maitreya väntas vandra på jorden. Meriterna anses även kunna riktas till varelsens upplysning eller buddhaskap, eller till andra medvetna varelsers välmående.
Enligt theravadamunken Thanissaro Bhikkhu är meriter en av de mest centrala koncepten i buddhismen som västvärlden helt förbisett. Han menar att västerländska buddhister ofta ser på meritansamling som en underlägsen aktivitet jämfört med att sikta mot upplysning på en gång. Vidare skriver han att Buddha upprepade gånger varnade för denna typ av tänkande, och att Buddha rekommenderade ansamlandet av meriter för att ha en stabil grund att stå på för fortsatt religiös utveckling.
Att samla på sig meriter är en central del i alla buddhistiska inriktningar, och en rad olika sätt att få och behålla meriter på nämns i de olika buddhistiska skrifterna. Inom theravadabuddhismen, i palikanonen talas det huvudsakligen om tre sätt att samla på sig meriter:
- Skänkande (dānamayaṃ puññakiriyavatthu)
- Dygd (sīlamayaṃ puññakiriyavatthu)
- Meditation (bhāvanāmayaṃ puññakiriyavatthu)